# Jamal Al-Qadiri Al-Boutchichi
 (8 août 2025).
Le texte peut changer fréquemment, n’est peut-être pas à jour et peut manquer de recul. N’hésitez pas à participer, en veillant à citer vos sources.
Sidi Jamal-el-Dine al Qadiri al Boutchichi (en arabe : جمال الدين القادري البودشيشي), né en 1942 à Madagh et mort le 8 août 2025, est un maître spirituel marocain, ancien murshid de la confrérie soufie Boutchichiya située à Madagh dans la province de Berkane (région de l'Oriental) au Nord-Est du Maroc.
Il est le fils de l'ancien maître Hamza Al-Qadiri Al-Boutchichi mort en 2017 à l'âge de 95 ans.

## Biographie
Jamal al-Qadiri Boutchichi est le fils aîné de feu cheikh Sidi Hamza (1922- 2017). Il est né à Madagh en 1942, l’année même où son père et son grand-père, Sidi Hajj Abbas (1890-1972), commencèrent leur initiation avec le cheikh Sidi Abou Madyan (1873-1957).
Ce dernier avait lui-même hérité du secret spirituel de plusieurs maîtres, notamment issus des voies Chadhiliya et Tijaniya. Il s’installa ensuite à Madagh, dans le centre spirituel fondé au début du xxe siècle par l’aïeul Sidi Hajj Mokhtar (1853-1914), figure de la résistance contre l’occupation française dans l’Oriental et leader des tribus des Beni Snassen.
« Le père de Sidi Jamal lui portait un très grand amour et lui accorda la faveur de demeurer dans son entourage intime jusqu’à sa mort. Sidi Jamal est resté ainsi à son service, veillant avec attention au moindre de ses besoins », raconte l’un des proches du grand maître.
En parallèle de ce compagnonnage, il a appris à Madagh le Coran et les sciences islamiques, avant de poursuivre son cursus scolaire (bilingue, en français et en arabe) au lycée Moulay-Idriss de Fès. Après l’obtention de son baccalauréat lettres, il poursuit sa formation en passant une licence en sciences de la loi islamique à la Faculté de la charia de Fès.
Plus tard, il rejoindra la célèbre école des sciences religieuses islamiques Dar al-Hadith al-Hassaniya pour un 3e cycle d’études supérieures, couronné par un doctorat d’État qu’il soutiendra en 2001 en présentant une thèse intitulée « L’institution de la zaouïa au Maroc, entre tradition et modernité ». Il s’y livre à un plaidoyer pour un renouveau de l’institution afin qu’elle puisse relever les défis du monde actuel et retrouver son rayonnement d’antan — mis à mal au lendemain de l’indépendance.
Mais comme le veut la tradition soufie, le futur cheikh se plie à une exigence séculaire, la quête de Dieu n’ayant pas vocation à soustraire l’homme à ses devoirs ici-bas. Pas même pour l’héritier d’une grande zaouïa… Sidi Jamal a donc choisi de mener une carrière d’enseignant dans l’Éducation nationale.
Il a été ainsi professeur à la fois de français et d’arabe, puis inspecteur de la province de Berkane. Un choix de carrière qui lui a permis de se préparer aux tâches qui lui seront confiées par la suite au sein de la zaouïa.
« Sidi Jamal a toujours cultivé le goût de la transmission, estimant que celle-ci atteignait l’excellence lorsque l’amour et le respect fondent la relation entre l’enseignant et l’élève », rappelle son entourage.

## Maître spirituel
Avant sa mort, Sidi Hamza avait donc désigné un de ses fils, Sidi Jamal, pour lui succéder. Laquelle succession a été notifiée dans un testament écrit et légalisé auprès des autorités.
Il est depuis, le guide spirituel de la Tariqa Qadiriya Boutchichiya